# Anopsicus evansi
Anopsicus evansi là một loài nhện trong họ Pholcidae. Loài này được phát hiện ở México.